# زندگی درخشان من
زندگی درخشان من(به انگلیسی:My Birilliant Life) یک فیلم درام محصول سال ۲۰۱۴ کره جنوبی با بازی سونگ هه کیو و گانگ دونگ وون است.

## خلاصه داستان
ده سو(گانگ دونگ-وون) پسری نابالغ و دست و پا چلفتی است که عاشق می را(سونگ هه-کیو) میشود. آنها هر دو هفده ساله بودند که می را باردار میشود و پس از طرد شدن از سوی خانواده، تصمیم به به دنیا آوردن فرزندشان میگیرند. پسرشان آئه روم متولد میشود اما او مبتلا به بیماری نادر پیری زودرس است. آئه روم شانزده ساله می‌شود و خانواده با این واقعیت مواجه هستند که او ممکن است بیش از هفده سال عمر نکند و...

## بازیگران
| نام             | کاراکتر       |
| --------------- | ------------- |
| سونگ هه-کیو     | می را         |
| گانگ دونگ-وون   | ده سو         |
| جو سونگ موک     | آئه روم       |
| کیم سو جین      | خبرنگار کیم   |
| بائک ایل سه اوب | آقای جانگ     |
| هو جون سوک      | سونگ چن       |
| چا سو جین       | لی سوها       |
| او هی جون       | برادر می را   |
| لی سونگ مین     | پزشک          |
| کیم کاپ سو      | پدر ده سو     |
| چا اون-وو       | بازیگر میهمان |

## بازخورد
زندگی درخشان من در جشنواره Udine Far East Film بعنوان سومین فیلم پرمخاطب انتخاب شد. همچنین در ۱۳ مارس ۲۰۱۵ بطور رسمی در کشورهای شرق آسیایی همچون چین اکران شد.

## منبع
1. 1 2  "My Brilliant Life". Wikipedia (به انگلیسی). 2023-02-02.